# Comuna Drăganu, Argeș
Drăganu (în trecut, Drăganu-Bascovel) este o comună în județul Argeș, Muntenia, România, formată din satele Băcești, Drăganu-Olteni (reședința), Dumbrăvești și Prislopu Mare.

## Așezare
Comuna se află în vestul județului, în platforma Cotmeana, pe malurile râului Bascov. Este străbătută de șoseaua națională DN7, care leagă Piteștiul de Râmnicu Vâlcea. În Dumbrăvești, din acest drum se ramifică șoseaua județeană DJ704E, care duce spre nord-vest la Cotmeana și Poienarii de Argeș.

## Demografie
Componența etnică a comunei Drăganu
     Români (94,68%)
     Alte etnii (0,05%)
     Necunoscută (5,27%)
Componența confesională a comunei Drăganu
     Ortodocși (93,76%)
     Alte religii (0,46%)
     Necunoscută (5,78%)
Conform recensământului efectuat în 2021, populația comunei Drăganu se ridică la 1.972 de locuitori, în scădere față de recensământul anterior din 2011, când fuseseră înregistrați 2.026 de locuitori. Majoritatea locuitorilor sunt români (94,68%), iar pentru 5,27% nu se cunoaște apartenența etnică. Din punct de vedere confesional, majoritatea locuitorilor sunt ortodocși (93,76%), iar pentru 5,78% nu se cunoaște apartenența confesională.

## Politică și administrație
Comuna Drăganu este administrată de un primar și un consiliu local compus din 11 consilieri. Primarul, Claudiu Lucian Stan[*], de la Partidul Social Democrat, este în funcție din 2016. Începând cu alegerile locale din 2024, consiliul local are următoarea componență pe partide politice:
|  | Partid                          | Consilieri | Componența Consiliului | Componența Consiliului | Componența Consiliului | Componența Consiliului | Componența Consiliului | Componența Consiliului | Componența Consiliului | Componența Consiliului |
|  | ------------------------------- | ---------- | ---------------------- | ---------------------- | ---------------------- | ---------------------- | ---------------------- | ---------------------- | ---------------------- | ---------------------- |
|  | Partidul Social Democrat        | 8          |                        |                        |                        |                        |                        |                        |                        |                        |
|  | Alianța pentru Unirea Românilor | 2          |                        |                        |                        |                        |                        |                        |                        |                        |
|  | Partidul Național Liberal       | 1          |                        |                        |                        |                        |                        |                        |                        |                        |

## Istorie
La sfârșitul secolului al XIX-lea, comuna purta denumirea de Drăganu-Bascovel, făcea parte din plasa Pitești a județului Argeș și era formată din satele Drăganu-Olteni, Bogești, Tărsești, Bocești, Mănești, Dumbrăvești, Bascovel și Dealu Cotmeniței, având în total 1537 de locuitori. În comună existau două biserici și o școală rurală. Anuarul Socec din 1925 o consemnează cu numele actual de Drăganu în plasa Uda a aceluiași județ, având 2693 de locuitori în satele Băcești, Bascovel, Bojești, Dealu Cotmeniței, Drăganu-Olteni, Dumbrăvești, Mănești, Prislopu și Târsești.
În 1950, comuna a fost arondată raionului Pitești din regiunea Argeș. În 1968, a revenit la județul Argeș, reînființat, în alcătuirea actuală.

## Personalități născute aici
- Ion Păun (n. 1951), sportiv la lupte greco-romane.